# Französische Nationalmannschaft bei der Internationalen Sechstagefahrt

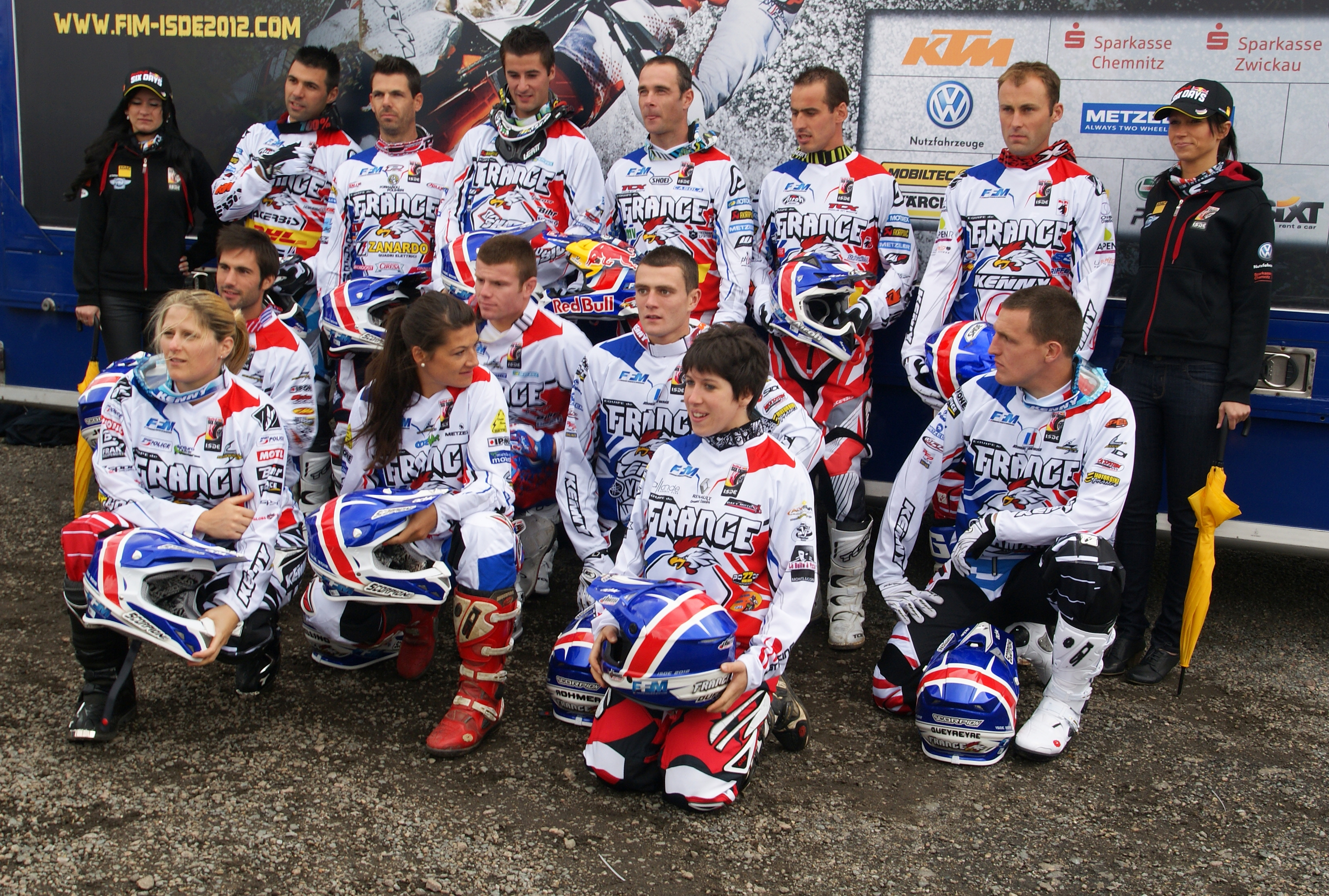
Die französischen Nationalmannschaften bei der 87. Internationale Sechstagefahrt

Die französischen Nationalmannschaften bei der Internationalen Sechstagefahrt sind eine Auswahl von Fahrern und Fahrerinnen für die Nationenwertungen dieses Wettbewerbes.
Entsprechend den Regelungen für die Sechstagefahrt wurden Nationalmannschaften für die Wertung um die Trophy (später: World Trophy), Silbervase (ab 1985: Junior World Trophy) und die Women’s World Trophy zugelassen. Der Umfang der Mannschaften und die Regularien für die Teilnahme änderte sich mehrmals im Laufe der Zeit.
Neben der britischen nahm eine französische Trophy-Mannschaft als einzig weitere Nationalmannschaft an der ersten Internationalen Sechstagefahrt 1913 teil, jedoch erreichte keiner der drei Fahrer das Ziel. 1929 nahm erstmals eine Mannschaft im Wettbewerb um die Silbervase teil, bereits im Folgejahr gelang hier der erste Sieg. Nachdem 1931, 1935 und 1936 noch Nationalmannschaften gestellt wurden, nahmen für 35 Jahre keine mehr am Wettbewerb teil. Erst bei der 47. Internationalen Sechstagefahrt 1972 war man wieder am Start. 1988 gelang als Gastgeberland der erste Sieg im Wettbewerb um die World Trophy.
Die bislang erfolgreichste Serie gelang den französischen Nationalmannschaften zwischen 2008 und 2014: Sechsmal konnte die World Trophy (jeweils dreimal in Folge), dreimal in Folge die Junior World Trophy, sowie fünfmal in Folge die Women’s World Trophy gewonnen werden.
Die Liste erhebt keinen Anspruch auf Vollständigkeit.

## 1913–2006
| Jahr                    | World Trophy | Silbervase |
| ----------------------- | --- | --- |
| 1913                    | Guilloreau (Clement-Gladiator) Gabriel (Clement-Gladiator) Robert Bourbeau und Devaux (Bédélia) | |
|                         | | |
| 1920                    | keine Teilnahme | |
| {\displaystyle \vdots } | keine Teilnahme | |
| 1924                    | keine Teilnahme | keine Teilnahme |
| {\displaystyle \vdots } | keine Teilnahme | keine Teilnahme |
| 1929                    | keine Teilnahme | 4. G. de Lavalette (Peugeot) Bernhard (Gnome & Rhone) Henri Naas (Gnome & Rhone)                                                      |
| 1930                    | 3. Bourguin (Gnome & Rhone) Bernard (Gnome & Rhone) M. Jolly (Alcyon) | 1. (A-Mannschaft) Albert Sourdot (Monet et Goyon) Paul Debaisieux (Monet et Goyon) Norbert Coulon (Terrot)                            |
| 1930                    | 3. Bourguin (Gnome & Rhone) Bernard (Gnome & Rhone) M. Jolly (Alcyon) | 8. (B-Mannschaft) G. de Lavalette (Peugeot) Gaussorgues (Monet et Goyon) Naas (Gnome & Rhone)                                         |
| 1931                    | 4. M. Poupounneau (Magnat-Debon) N. Coulon (Terrot) F. Fraichard (Terrot) | 9. M. Poupounneau (Magnat-Debon) N. Coulon (Terrot) F. Fraichard (Terrot)                                                             |
| {\displaystyle \vdots } | keine Teilnahme | keine Teilnahme |
| 1935                    | 5. Boura (Motobécane 500) R. Pahin (Peugeot 496) Gautier (Terrot 500) | A. (a) (A-Mannschaft) Louis Jeannin (Prester-Jonghi 346) J. Passet (Motobécane 496) C. Narcy (Peugeot 496)                            |
| 1935                    | 5. Boura (Motobécane 500) R. Pahin (Peugeot 496) Gautier (Terrot 500) | 8. (B-Mannschaft) Boura (Motobécane 500) R. Pahin (Peugeot 496) Gautier (Terrot 500)                                                  |
| 1936                    | 3. Bernard (Gnome & Rhone 723) C. Narcy (Peugeot 495) R. Pahin (Peugeot 499) | 16. Gnaas (Gnome & Rhone 723) C. Narcy (Peugeot 495) R. Pahin (Peugeot 499)                                                           |
| {\displaystyle \vdots } | keine Teilnahme | keine Teilnahme |
| 1939                    | keine Teilnahme | keine Teilnahme |
|                         | | |
| 1947                    | keine Teilnahme | keine Teilnahme |
| {\displaystyle \vdots } | keine Teilnahme | keine Teilnahme |
| 1972                    | keine Teilnahme | 9. (A-Mannschaft) Jean Louis Figureau (Monark 125) Joel Queirel (Monark 125) Nicolas Samofal (Ossa 250) Alain Chaligne (Ossa 250)     |
| 1972                    | keine Teilnahme | 18. (B-Mannschaft) Jean-Marie Huguet (Monark 125) G. de Monner (Monark 125) D. Formicari (Monark 125) Claude Thomas (Ossa 250)        |
| 1973                    | 10. Jean Louis Figureau (Monark 125) Joel Queirel (Monark 125) Christian Rayer (Monark 175) Charles Coutard (Bultaco 250) Nicolas Samofal (Ossa 250) Jean-Marie Huguet (Ossa 250)                    | 21. (A-Mannschaft) Jacques Vernier (Ossa 250) Michel Gendre (Ossa 250) Jean Pierre Juigne (Monark 125) Jean Yves Titaire (Monark 125) |
| 1973                    | 10. Jean Louis Figureau (Monark 125) Joel Queirel (Monark 125) Christian Rayer (Monark 175) Charles Coutard (Bultaco 250) Nicolas Samofal (Ossa 250) Jean-Marie Huguet (Ossa 250)                    | 15. (B-Mannschaft) Claude Thomas (Ossa 250) Denis Baillard (KTM 175) Michel Lutz (Ossa 250) Alain Chaligne (KTM 250)                  |
| 1974                    | 11. Joel Queirel (Monark 175) Jean Louis Figureau (Monark 125) Pierre Bastide (Monark 125) Daniel Brunet (Monark 250) Jean Pierre Frisquet (Monark 175) Pierre Faucher (Monark 250)                  | A. (a) (A-Mannschaft) Michel Collot (Ossa 252) Luc Henry (Ossa 252) Didier Cole (Ossa 248) Christian Cole (Ossa 248)                  |
| 1974                    | 11. Joel Queirel (Monark 175) Jean Louis Figureau (Monark 125) Pierre Bastide (Monark 125) Daniel Brunet (Monark 250) Jean Pierre Frisquet (Monark 175) Pierre Faucher (Monark 250)                  | 15. (B-Mannschaft) Francis Boyer (BPS 175) Denis Portal (BPS 12) Gilles Portal (BPS 125) Michel Chirouze (BPS 125)                    |
| 1975                    | 11. | keine Teilnahme |
| 1976                    | 9. Daniel Delavault (Ossa 175) Gilles Galant (Ossa 250) Nicolas Samofal (Ossa 250) Michel Samofal (Ossa 250) Jean Yves Titaire (Ossa 350) Bernard Costes (Ossa 350)                                  | 14. Jean Pierre Lloret (BPS 125) Christian Lagarique (BPS 125) Jean Pierre Mathieu (BPS 250) Jean-Marie Huguet (BPS 250)              |
| 1977                    | 7. | 7. |
| 1978                    | 11. Joel Queirel (KTM 125) Marcel Malet (Sachs 125) Phillipe Ramade (KTM 250) Alain Francru (KTM 250) Gilles Francru (Husqvarna 250) Nicolas Samofal (Husqvarna 500)                                 | 16. Yann Cadoret (Sachs 125) Phillipe Blanc-Tailleur (KTM 250) Michel Romien (KTM 250) Patrick Drobecq (Husqvarna 500)                |
| 1979                    | 14. Marc Simonot (SWM 250) Joel Queirel (KTM 250) Nicolas Samofal (Husqvarna 350) Phillipe Ramade (Husqvarna 350) Yann Cadoret (Fantic 125) Daniel Delavault (SWM 250)                               | 16. Jean Marc Carbonne (KTM 125) José Morales (Husqvarna 125) Frédéric Laplane (KTM 250) Xavier Lucien (SWM 125)                      |
| 1980                    | 4. Francis Guerand (SWM 175) Gilles Lalay (SWM 175) Nicolas Samofal (Husqvarna 250) Denys Lacroix (SWM 250) Jean Paul Charles (Husqvarna 250) Patrick Drobecq (Husqvarna 500)                        | 6. Yann Cadoret (Fantic 125) Yann Kervella (Fantic 125) Joel Queirel (KTM 250) Gilles Francru (KTM 750)                               |
| 1981                    | keine Teilnahme | 17. Yann Kervella (KTM 125) Pascal Poyard (Fantic 125) Philippe Augier (KTM 250) Gilles Francru (KTM 500)                             |
| 1982                    | 3. Crespo Francis Guerand Denys Lacroix Thierry Charbonnier Jean-Paul Charles Guy Albaret | 11. |
| 1983                    | 3. Daniel Chabanette (Husqvarna 125) Marc Morales (Husqvarna 250) Gilles Lalay (KTM 250) Thierry Charbonnier (Husqvarna 500) Jean-Paul Charles (Husqvarna 500 4T) Guy Albaret (KTM +500 4T)          | 8. Pascal Poyard (Fantic 80) Francis Guerand (Husqvarna 125) Philippe Vellas (Husqvarna 250) Michel Roche (Husqvarna 250)             |
| 1984                    | 4. Pascal Poyard (KTM 125) Gilles Lalay (KTM 250) Thierry Charbonnier (Husqvarna 500) Jean-Paul Charles (Husqvarna 500) Marc Morales (Husqvarna 500) Guy Albaret (KTM +500 4T)                       | 3. Francis Guerand (Husqvarna 125) Michel Roche (Husqvarna 125) Didier Tirard (KTM 250) Thierry Viardot (KTM 250)                     |
| 1985                    | keine Teilnahme | ab 1985: Junior World Trophy |
| 1985                    | keine Teilnahme | keine Teilnahme |
| 1986                    | 7. Daniel Chabanette (KTM 125) Gilles Lalay (Honda 249) Thierry Charbonnier (Yamaha 250) Stéphane Peterhansel (Husqvarna 500) Marc Morales (KTM 350 4T) Jean-Paul Charles (Husqvarna +500 4T)        | 5. Pascal Poyard (Aprilia 125) Alain Olivier (Husqvarna 250) Jean-Pierre Raymond (Husqvarna 250) Laurent Pidoux (Husqvarna 500)       |
| 1987                    | 12. Daniel Chabanette (KTM 125) Gilles Lalay (Honda 250) Pascal Poyard (Kram-It 250) Thierry Charbonnier (Yamaha 350) Marc Morales (KTM +500 4T) Jean-Paul Charles (Husqvarna +500 4T)               | 4. Christian Boyer (KTM 125) Alain Olivier (Husqvarna 250) Stéphane Peterhansel (Husqvarna 500) Laurent Pidoux (Husqvarna +500 4T)    |
| 1988                    | 1. Stéphane Peterhansel (Yamaha 500) Marc Morales (Honda 250) Gilles Lalay (Honda 250) Alain Olivier (KTM 250) Jean-Paul Charles (Husqvarna +500 4T) Thierry Charbonnier (Yamaha 350)                | 8. Laurent Charbonnel (Cagiva 350) P. Catineau (KTM 125) Christian Boulet (Cagiva 350) C. Estelle (Cagiva 350)                        |
| 1989                    | 20. Alain Boissonnate (ATM 80) Marc Morales (Honda 250) Alain Olivier (KTM 250) Gilles Lalay (Yamaha 500) Laurent Pidoux (Husqvarna +500 4T) Stéphane Peterhansel (Yamaha 500)                       | 3. Laurent Charbonnier (Honda 250) Richard Sainct (Honda 250) Christian Boulet (KTM 500) Laurent Charbonnel (Husqvarna 350 4T)        |
| 1990                    | 3. Gilles Lalay (Suzuki 250) Alain Olivier (KTM 250) Marc Morales (Husqvarna 350 4T) Laurent Charbonnel (Husqvarna 350 4T) Stéphane Peterhansel (Yamaha 500) Laurent Pidoux (Husqvarna +500 4T)      | 3. Cyril Esquirol (KTM 125) Gilles Algay (ATM-Honda 125) Laurent Charbonnier (Suzuki 125) Richard Sainct (ATM-Honda 250)              |
| 1991                    | 3. Gilles Lalay (Yamaha 250) Stéphane Peterhansel (Yamaha 250) Laurent Charbonnel (Kawasaki 250) Alain Olivier (KTM 500) Marc Morales (Husqvarna 350) Jean-Paul Charles (Husaberg +500)              | 10. Cyril Esquirol (KTM 125) Laurent Charbonnier (Suzuki 250) Gilles Algay (Honda DIAP 250) Richard Sainct (Honda 250)                |
| 1992                    | keine Teilnahme | keine Teilnahme |
| 1993                    | 4. Stéphane Peterhansel (Yamaha 250) Laurent Charbonnel (Kawasaki 250) Alain Olivier (Kawasaki 250) Christian Boulet (Kawasaki 350) Cyril Esquirol (Husqvarna 500) Laurent Pidoux (Husaberg 1300)    | 2. Dominique Costes (Yamaha 125) David Castera (Yamaha 250) Richard Sainct (Yamaha 250) Fabien Rolland (Yamaha 250)                   |
| 1994                    | 13. Stéphane Peterhansel (Yamaha 175) Cyril Esquirol (HVA 125) Eric Bernard (Yamaha 175) Laurent Charbonnel (Husaberg 1300 4T) Christian Boulet (HVA 350 4T) Alain Olivier (Kawasaki 175)            | 8. Dominique Costes (Yamaha 175) Philippe Cammisar (Kawasaki 175) Christophe Croizet (Yamaha 175) Serge Nuques (Yamaha 125)           |
| 1995                    | 2. Cyril Esquirol (Honda 125) David Frétigné (Husqvarna 125) Stéphane Peterhansel (Yamaha 175) Eric Bernard (Yamaha 175) Laurent Charbonnel (Husqvarna +500 4T) Christian Boulet (Husqvarna +500 4T) | 7. Nicolas Joriot (KTM 125) Christophe Croizet (TM 175) Laurent Malosse (Ichiban 175) Laurent Rogier (KTM 175)                        |
| 1996                    | 5. David Frétigné (Husqvarna 125) Dominique Costes (Yamaha 125) Marc Olivier Joriot (Husqvarna 125) Stéphane Peterhansel (Yamaha 175) Gilles Algay (KTM 175) Richard Sainct (KTM 400)                | 4. Guillaume Porte (Husqvarna 125) Olivier Samofal (Husqvarna 125) Laurent Rogier (KTM 175) Steve Lemarchand (KTM 175)                |
| 1997                    | 3. Laurent Charbonnel (Kawasaki 125) Laurent Rogier (KTM 125) Eric Bernard (KTM 175) Laurent Bouffioux (Husaberg 400 4T) Christian Boulet (KTM 400) Laurent Pidoux (Husqvarna +500 4T)               | 2. Olivier Samofal (Husqvarna 125) Stephan da Silva (KTM 125) Steve Lemarchand (KTM 175) Alibert Frantz (KTM 175)                     |
| 1998                    | 5. Laurent Pidoux Cyril Esquirol Laurent Charbonnel David Frétigné Christian Boulet Eric Bernard | 4. Marc Germain Olivier Samofal Stephan da Silva Guillaume Porte                                                                      |
| 1999                    | 18. Eric Bernard (KTM 125) Gilles Algay (Yamaha 125) David Frétigné (Yamaha 250) Laurent Charbonnel (Kawasaki 250) Cyril Esquirol (Honda 400) Laurent Pidoux (Husqvarna 400)                         | 5. Marc Germain (KTM 125) Guillaume Porte (GasGas 250) Olivier Samofal (Husqvarna 250) Sebastien Tchernevsky (Kawasaki 250)           |
| 2000                    | 5. Olivier Rebufier (Husqvarna 125) Gilles Algay (Yamaha 125) Guillaume Porte (GasGas 250) Samuel Vinet (Husaberg 400) David Frétigné (Yamaha 400) Olivier Samofal (Husqvarna 500)                   | 7. Jean-Etienne Memml (GasGas 250) Emmanuel Albepart (GasGas 250) Sébastien Guillaume (KTM 250) Damien Miquel (Husqvarna 400)         |
| 2001                    | 1. Olivier Rebufier (KTM) Marc Germain (KTM) Eric Bernard (KTM) Sébastien Guillaume (Husqvarna) David Frétigné (Yamaha) Cyril Esquirol (Husqvarna)                                                   | 4. Emmanuel Albepart (GasGas) Jean Etienne Memmi (GasGas) Damien Miquel (Husqvarna) Raphaël Andre (GasGas)                            |
| 2002                    | 3. Johann Pelleteret (Husqvarna 125) Sébastien Guillaume (Husqvarna 175) Emmanuel Albepart (GasGas 175) Marc Germain (Yamaha 250) David Frétigné (Yamaha 250) Olivie Samofal (Husaberg 400)          | 1. Julien Dubac (KTM 125) Raphaël Andre (GasGas 125) Damien Miquel (Husqvarna 125) Fabien Planet (Husqvarna 175)                      |
| 2003                    | 3. Johann Pelleteret (GasGas 125) Marc Germain (Yamaha 250) Guillaume Porte (GasGas 250) Jordan Curvalle (Kawasaki 250) Sébastien Guillaume (Husqvarna 250) Nicolas Desparrois (Husqvarna 125)       | 1. Herve Versace (KTM 125) Fabien Planet (Husqvarna 250) Freddy Blanc (KTM 250) Damien Miquel (Husqvarna 125)                         |
| 2004                    | 3. Fabien Planet (KTM) Marc Germain (Yamaha) Damien Miquel (Yamaha) Raphaël Andre (Husqvarna) Sébastien Guillaume (GasGas) Emmanuel Albepart (GasGas)                                                | 11. Johan Pelleteret (Kawasaki) Jordan Curvalle (Kawasaki) Nicolas Deparrois (Husqvarna) Nicolas Paganon (GasGas)                     |
| 2005                    | 15. Marc Germain (Yamaha) Raphaël Andre (Honda) Damien Miquel (Kawasaki) Jordan Curvalle (Kawasaki) Emmanuel Albepart (Honda) Sébastien Guillaume (GasGas)                                           | 2. Marc Bourgeois (Husqvarna) Julien Gauthier (Husqvarna) Julien Dubac (Husqvarna) Sebastien Denis (Husqvarna)                        |
| 2006                    | 2. Emmanuel Alpepart (Honda 450) Johnny Aubert (Yamaha 450) David Frétigné (Yamaha 250) Marc Germain (Yamaha 250) Sébastien Guillaume (GasGas 300) Fabien Planet (KTM 300)                           | 2. Marc Bourgeois (Husqvarna) Julien Dubac (KTM 125) Julien Gauthier (Honda 250) Christophe Nambotin (Husqvarna 510)                  |

## Seit 2007
| Jahr | World Trophy | Junior World Trophy                                                                                                 | Women's World Trophy                                                                                 |
| ---- | --- | --- | --- |
| 2007 | 2. Jordan Curvalle (Sherco 510) Johnny Aubert (Yamaha 450) Damien Miquel (Kawasaki 250) Fabien Planet (KTM 300) Nicolas Deparrois (Husqvarna 250) Julien Gaultier (Honda 250) | 2. Marc Bourgeois (Husqvarna 125) Jean Charles Gilbert (Kawasaki 250) Christophe Nambotin (GasGas 300) Julien Dubac | 2. Audrey Rossat (KTM 125) Stephanie Bouisson (Yamaha 250) Ludivine Puy (GasGas 300)                 |
| 2008 | 1. Julien Gaultier (Honda) Jordan Curvalle (Suzuki) Rodrig Thain (TM) Christophe Nambotin (GasGas) Sébastien Guillaume (Husqvarna) Nicolas Deparrois (GasGas)                 | 3. Sylvain Lebrun (KTM) Jérémy Joly (Husqvarna) Benoit Fortunato (Husqvarna) Yannick Bossi (TM)                     | 1. Alice Geneste (TM) Audrey Rossat (KTM) Ludivine Puy (GasGas)                                      |
| 2009 | 1. Julien Gauthier (HM Honda) Marc Germain (Yamaha) Rodrig Thain (TM) Marc Bourgeois (Husqvarna) Christophe Nambotin (GasGas) Antoine Méo (Husqvarna)                         | 2. Sebastien Bozzo (Husqvarna) Benoit Fortunato (Yamaha) Yannick Bossi (TM) Adrien Metge (Husqvarna)                | 1. Ludivine Puy (GasGas) Audrey Rossat (GasGas) Stéphanie Bouisson (Yamaha)                          |
| 2010 | 1. Johnny Aubert (KTM) Nicolas Deparrois (Kawasaki) Sebastién Guillaume (Husqvarna) Antoine Méo (Husqvarna) Rodrig Thain (TM) Christophe Nambotin (GasGas)                    | 4. Antoine Basset (Husqvarna) Pierre Pallut (KTM) Romain Dumontier (Husqvarna) Alexandre Queyreyre (Husaberg)       | 1. Blandine Dufrene (GasGas) Audrey Rossat (GasGas) Ludivine Puy (GasGas)                            |
| 2011 | keine Teilnahme | 1. Alexandre Queyreyre (Yamaha) Benoit Fortunato (Yamaha) Mathias Bellino (Husaberg) Romain Dumontier (Yamaha)      | 1. Ludivine Puy (GasGas) Blandine Dufrene (GasGas) Juliette Berez (TM)                               |
| 2012 | 1. Antoine Méo (KTM) Rodrig Thain (HM-Honda) Pierre-Alexandre Renet (Husaberg) Johnny Aubert (KTM) Christophe Nambotin (KTM) Sébastien Guillaume (GasGas)                     | 1. Mathias Bellino (Husaberg) Kevin Rohmer (Yamaha) Alexander Queyreyre (Yamaha) Jérémy Joly (Yamaha)               | 1. Ludivine Puy (GasGas) Audrey Rossat (KTM) Blandine Dufrene (Husaberg)                             |
| 2013 | 1. Pierre Alexandre Renet (Husaberg) Jérémy Joly (HM-Honda) Johnny Aubert (KTM) Antoine Meo (KTM) Rodrig Thain (GasGas) Fabien Planet (KTM)                                   | 1. Mathias Bellino (Husaberg) Kevin Rohmer (Yamaha) Loïc Larrieu (Husaberg) Swan Servajean (Yamaha)                 | 3. Audrey Rossat (KTM) Geraldine Fournel (Husaberg) Juliette Berrez (Yamaha)                         |
| 2014 | 1. Marc Bourgeois (Yamaha) Christophe Nambotin (KTM) Pierre-Alexandre Renet (Husqvarna) Jérémy Tarroux (Sherco) Anthony Boissiere (Sherco) Fabien Planet (Sherco)             | 2. Anthony Geslin (Yamaha) Theo Bazerque (Sherco) Loïc Larrieu (Husqvarna) Jeremy Carpentier (Honda)                | keine Teilnahme                                                                                      |
| 2015 | 23. Marc Bourgeois (Yamaha) Anthony Boissiere (Sherco) Loïc Larrieu (Sherco) Antoine Basset (KTM) Jérémy Joly (KTM) Mathias Bellino (Husqvarna)                               | 4. Quentin Delhaye de Maulde (TM) David Abgrall (Yamaha) Jean-Baptiste Nicolot (Yamaha) Anthony Geslin (Yamaha)     | 2. Blandine Dufrene (KTM) Geraldine Fournel (Sherco) Audrey Rossat (Husqvarna)                       |
| 2016 | keine Teilnahme | 5. Jeremy Carpentier (Honda) Anthony Geslin (Yamaha) David Abgrall (Yamaha)                                         | keine Teilnahme                                                                                      |
| 2017 | 1. Jérémy Tarroux (Sherco) Loïc Larrieu (Yamaha) Christophe Charlier (Husqvarna) Christophe Nambotin (KTM)                                                                    | 1. Jérémy Miroir (Husqvarna) Hugo Blanjoue (Yamaha) Anthony Geslin (Beta)                                           | 3. Samantha Tichet (Yamaha) Juliette Berrez (Yamaha) Audrey Rossat (Husqvarna)                       |
| 2018 | 4. Loïc Larrieu (Yamaha) Christophe Charlier (Beta) Christophe Nambotin (Gas Gas) Thomas Dubost (KTM)                                                                         | 3. David Abgrall (Sherco) Hugo Blanjoue (KTM) Théophile Espinasse (Sherco)                                          | 4. Valerie Roche (Sherco) Audrey Rossat (Husqvarna) Livia Lancelot (Honda)                           |
| 2019 | 6. Antoine Basset (Husqvarna) Anthony Geslin (Beta) David Abgrall (Beta) Jeremy Carpentier (Yamaha)                                                                           | 9. Théophile Espinasse (Sherco) Léo Le Quéré (Sherco) Till de Clercq (Husqvarna)                                    | keine Teilnahme                                                                                      |
| 2021 | 19. Théophile Espinasse (Honda) Hugo Blanjoue (KTM) David Abgrall (Husqvarna) Antoine Basset (Beta)                                                                           | 2. Luc Fargier (GasGas) Léo Le Quéré (Sherco) Antoine Criq (Beta)                                                   | 8. Marie Froment (Yamaha) Elodie Chaplot (Sherco) Justine Martel (KTM)                               |
| 2022 | 4. Till de Clercq (KTM) Hugo Blanjoue (KTM) Léo Le Quéré (Sherco) Christophe Cahrlier (Husqvarna)                                                                             | 14. Antoine Alix (KTM) Luc Fargier (Beta) Zachary Pichon (Sherco)                                                   | 2. Marine Lemoine (Sherco) Elodie Chaplot (Sherco) Justine Martel (KTM)                              |
| 2023 | 2. Theophile Espinasse (Beta) Léo Le Quéré (KTM) Loïc Larrieu (KTM) Julien Roussaly (Sherco)                                                                                  | 1. Thibault Giraudon (Sherco) Antoine Alix (Beta) Leo Joyon (Beta)                                                  | 4. Justine Martel (Beta) Elodie Chaplot (Sherco) Mauricette Brisebard (Husqvarna)                    |
| 2024 | 1. Theophile Espinasse (Beta 250 2T) Hugo Blanjoue (Honda 250 4T) Léo Le Quéré (TM 300 2T) Julien Roussaly (Sherco 300 2T)                                                    | 2. Antoine Alix (Beta 300 2T) Thibault Giraudon (Sherco 250 2T) Leo Joyon (Beta 250 2T)                             | 4. Mauricette Brisebard (Husqvarna 250 4T) Elodie Chaplot (Beta 250 2T) Justine Martel (Beta 250 2T) |